# Lužička marka
Lužička marka, Lužička markgrofovija ili samo Marka (njem. Mark(grafschaft) Lausitz), marka Svetog Rimskog Carstva na granici s Poljskom od 10. do kasnog 14. stoljeća.

## Povijest
Područje istočno od bivšeg limesa Sorabicusa u Istočnoj Franačkoj koje su nastanjivala slavenska plemena Veleta i Milcena, postupno je pokoravao sve do 963. godine saski grof Geron Merseburški. Teritorij između rijeka Saale i Bóbra pridodao je svojoj Geronskoj marki koju je saski vojvoda i njemački kralj Oton I. osnovao 937. godine. Nakon Geronove smrti 965. godine i gubitkom Sjeverne marke u tijeku slavenskog ustanka 983. godine, Lužica je postala središte preostale Saske istočne marke (Ostmark) pod markgrofom Hodom I.